# Paul Bloch
Paul Bloch, né à Mulhouse le 17 août 1897 et mort à Paris 13e le 30 août 1962, est un footballeur professionnel qui évolue au poste d'ailier gauche. 

## Biographie
Bloch a joué dans quatre clubs français dans les années 1920 (le FC Mulhouse, l'AS Strasbourg, le Red Star, et l'Union Sportive Boulogne Côte d'Opale). 
Paul Bloch est international français (il reçoit une sélection en février 1921 contre l'Irlande). Bloch doit sa première et unique sélection avec les Bleus au refus du capitaine Henri Bard de participer à ce match.